# Svetlanas
Svetlanas és un grup de punk rock format a Moscou però establert a Milà i encapçalat per la cantant Olga Svetlanas.

## Discografia

### Àlbums
- Svetlanas (2010)
- Tales from the Alpha Brigade (2013)
- Naked Horse Rider (2015)
- This Is Moscow Not L.A. (2017)
- Disco Sucks (2020)

### EP
- KGB Session (2009)
- East Meets West (2015)
- Putin on da Hitz (2017)